# Francisco Belaúnde Terry
Juan Francisco Mariano Fausto Gerardo Belaúnde Terry (Lima, 3 de octubre de 1923 - Lima, 25 de agosto del 2020) fue un abogado y político peruano. Fue hermano menor del expresidente Fernando Belaúnde Terry y uno de los fundadores del partido político Acción Popular. Se desempeñó como diputado por Lima durante dos periodos consecutivos y fue presidente de la Cámara de Diputados del Perú en el periodo 1980-1981.

## Biografía
Nació en Lima en 1923 en una familia muy ligada a la política. Fue hijo de Rafael Belaunde Diez Canseco y de Lucila Terry García. Su padre fue ministro de Gobierno y Presidente del Consejo de Ministros en el gobierno de José Luis Bustamante y Rivero (1945-46); su abuelo Mariano A. Belaunde de la Torre fue ministro de Hacienda del gobierno de Eduardo López de Romaña (1899-1900); su bisabuelo, el general Pedro Diez Canseco Corbacho, fue presidente interino en tres ocasiones (1863, 1865 y 1868); y su tío Víctor Andrés Belaúnde Diez Canseco fue un destacado intelectual y diplomático, que llegó a ser presidente de la Asamblea General de la ONU en 1959, y ministro de Relaciones Exteriores del Perú en 1957.
Realizó sus estudios escolares en diferentes planteles de Francia, Estados Unidos, México y Chile. Culminó la secundaria en el Colegio Sagrados Corazones Recoleta. Ingresó a la Pontificia Universidad Católica del Perú, donde estudió Derecho. Una vez graduado, se dedicó al ejercicio de su carrera en la actividad privada. 

## Trayectoria
En 1963, al resultar elegido su hermano, Fernando Belaúnde Terry, como Presidente Constitucional de la República, Francisco Belaúnde laboró en Palacio de Gobierno, como asesor del Despacho Presidencial. Apoyó a su hermano como asesor hasta el golpe de Estado de 1968, en el cual el general Juan Velasco Alvarado derrocó a Belaúnde. Fue deportado a Buenos Aires en 1973, por realizar diversas actividades opositoras al régimen; desde allí viajó a Estados Unidos, en donde fue catedrático en la Universidad de Arizona. Retornó al Perú a fines del gobierno de Francisco Morales Bermúdez (1975-1980).

### Diputado
En las elecciones generales de 1980 fue elegido diputado por Acción Popular para el periodo 1980-1985; en estos comicios su hermano fue elegido presidente por segunda vez. 
El 27 de julio de 1980 fue nombrado Presidente de la Cámara de Diputados, cargo que ejerció hasta 1981. Como diputado promovió la norma que exige que los viajes realizados por los funcionarios públicos por comisión de servicio al extranjero sean autorizados por resolución suprema.
En las elecciones generales de 1985, fue reelegido diputado por Acción Popular para el periodo 1985-1990.

## Fallecimiento
Falleció en la ciudad de Lima el 25 de agosto de 2020 a los 96 años.